# La mancha de sangre

La mancha de sangre (littéralement La Tache de sang) est un film mexicain réalisé par l'artiste Adolfo Best Maugard, sur un scénario original de Miguel Ruiz. Réalisé en 1937 mais sorti en 1943 pour des raisons de censure.

## Distribution
- Stella Inda : Camelia
- José Casal : Guillermo
- Heriberto G. Batemberg : Gastón
- Manuel Dondé : El Príncipe
- Diego Villalba
- Chico Mabarak
- Kyra
- Lorenzo Díaz González
- Elvira Gosti
- Luis Santibañez
- Jesús Muñoz

## Polémiques et censure
Le film, tourné en 1937, est interdit pendant le régime du général Lázaro Cárdenas en raison non seulement de l'argument jugé scandaleux et audacieux, mais aussi pour ses scènes érotiques osées. Le film, censuré, est présenté en juin 1943 à la défunte Cine Politeama de Ciudad de México, mais le film y reçoit de mauvaises critiques et ne fut pas montré publiquement.

## Restauration
Le film était considéré comme perdu jusqu'à ce que, en 1993, une copie soit trouvée en Allemagne. Bien que la sixième bobine (sur dix-huit) soit manquante, l'Université nationale autonome du Mexique (UNAM) est parvenue à restaurer l'œuvre.